# 陳燮烈士紀念碑
陳燮烈士紀念碑位於重慶市長壽區葛蘭鎮，文物遺址年代為1930年，2009年12月15日列為第二批重慶市文物保護單位。